# Europejskie Radio dla Białorusi
Europejskie Radio dla Białorusi (Eŭrapéjskaje Rádyjo dla Biełarúsi, ERB) – niezależna, międzynarodowa, całodobowa rozgłośnia radiowa, utworzona w 2005 roku z siedzibą w Warszawie.
Celem rozgłośni ma być przekazanie mieszkańcom Białorusi obiektywnych i zgodnych z rzeczywistością informacji o wydarzeniach na Białorusi i w świecie, jak również umożliwienie dostępu do aktualnych, najbardziej interesujących osiągnięć białoruskiej i światowej kultury. Program przygotowują białoruscy dziennikarze w Warszawie, Mińsku i w miejscowościach na terenie całej Białorusi.
Europejskie Radio dla Białorusi nadaje na falach FM poprzez partnerskie stacje ERB, na satelitach i Internecie.
Od sierpnia 2020 na zlecenie Ministerstwa Informacji Republiki Białoruś strona internetowa radia http://euroradio.by w kraju została zablokowana ze względu na reportażów o protestach na Białorusi. Od lipca 2021 reżim Łukaszenki blokuje też dostęp do lustra strony ERB. 5 lipca 2021 r. Rada Ministrów zamknęła biuro Europejskiego Radia dla Białorusi w Mińsku.
W 2021 i 2022 roku białoruskie sądy dodały strony radia Telegram, YouTube, Instagram oraz jego logo do republikańskiej listy materiałów ekstremistycznych; w lipcu 2022 roku Ministerstwo Spraw Wewnętrznych Białorusi uznało je za ugrupowanie ekstremistyczne. ] W 2022 i 2023 roku kilka osób, z którymi rozmawiało radio, zostało za to aresztowanych i uwięzionych pod zarzutem wspierania działalności ekstremistycznej.

## Oferta programowa
Grupę docelową programu tworzą ludzie w wieku 15–35 lat, mieszkańcy Mińska i regionów Białorusi. Rozgłośnia ma format rozrywkowo-informacyjny.
Na ofertę programową składają się głównie wiadomości (3-minutowe serwisy informacyjne co godzinę) i reportaże na aktualne tematy polityczne, ekonomiczne, kulturalne oraz życia codziennego. Radio tworzy specjalną codzienną informacyjno-rozrywkową audycję godzinną EuroZOOM o głównych wydarzeniach na Białorusi i w Europie oraz cotygodniowy, 30-minutowy program dyskusyjny Forum Belarus z udziałem znanych ekspertów.
Muzyka zajmuje od 60 do 70% w ramówce godziny. Radio przedstawia utwory muzyczne światowe i białoruskie – format muzyczny radia to CHR Rock.
ERB realizuje rozmaite projekty wsparcia muzyków białoruskich, w tym coroczny festiwal Be Free na Ukrainie.

## Odbiór
1. Na falach UKF:
- Brześć[12]
na falach warszawskiego Radia dla Ciebie (103,4 MHz)
od poniedziałku do piątku: 5:00 – 6:45; 7:00 – 7:15; 21:30 – 22:00
soboty 6:00 – 8:00
niedziele: 6:00 – 9:00

- Pińsk[12]
na falach ukraińskiego Radia Melodia (105,3 i 107,1 MHz)
codziennie 13:00 – 14:00, 20:00 – 21:00, cogodzinne serwisy informacyjne od 11:55 do 19:55

- Lida[12]
na falach polonijnego Radia „Znad Wilii” (103,8 MHz)
codziennie 22:00 – 23:00

2. Na falach dolnego UKF:
- Głębokie, Postawy, Widze, Miory[12]
68,24 MHz
codziennie, 24 godziny na dobę

3. Na satelitach
- Hot Bird 6, 13° E, 11013 MHz, polaryzacja pionowa (V), 27500 Ms/s, FEC 5/6[12]
- Astra 4A, 5° E, 12379.62 MHz, polaryzacja pozioma (H), 27500 Ms/s, FEC 3/4[12]

4. W internecie
- link do oficjalnej strony radia: http://www.euroradio.fm (biał. • ros. • ang.)